# وايكيكي
وايكيكي (باللغة الهاوائية: Waikīkī) حي شاطئي في هونولولو، على الساحل الجنوبي من جزيرة أواهو في ولاية هاواي الأمريكية. تشتهر وايكيكي بشاطئ وايكيكي، والذي هو واحد من خمسة شواطئ في الحي وهي شاطئ كوهيو وشاطئ غراي وشاطئ فورت ديروسي وشاطئ كاهاناموكو.
من المرافق العامة في وايكيكي حديقة كابيأولاني، فورت ديروسي، بحيرة كاهاناموكو، متنزه شاطئ كوهيو وميناء آلا واي.

## التسمية
اسم وايكيكي يعني إطلاق المياه العذبة في لغة هاواي، نظرا للينابيع والجداول التي كانت تتغذى منها الأراضي الرطبة التي كانت تفصل وايكيكي عن الداخل.

## التاريخ
كانت المنطقة منتجعا للعائلة المالكة في ال1800، حيث كانوا يستخدمون شكلا بدائيا من ألواح ركوب الأمواج.
افتتحت بعض الفنادق الصغيرة في عقد ال1880. في عام 1893، استأجر الأمريكي اليوناني جورج ليكورغس بيت الضيافة من ألن هربرت وسماه «سان سوسي» (أي «دون قلق» بالفرنسية)، وافتتح بذلك إحدى المنتجعات الشاطئية الأولى. في ذلك العام مكث روبرت لويس ستيفنسون في المنتجع، حيث أصبح المنتجع بعدها مقصدا للسياح من البر الرئيسى. أبقيت تسمية مكان المنتجع بإحداثيات   وهو اليوم يسمى شاطئ سان سوسي.
أصبحت المنطقة اليوم مليئة بالمنتجعات الكبير كفندق هيلتون هاوايان فيلاج وهاليكولاني وهيات ريجنسي وايكيكي وماريوت وايكيكي وشيراتون وايكيكي وفنادق تاريخية تعود لبدايات القرن العشرين (مثل موانا سيرفرايدر ورويال هاوايان). يستضيف الشاطئ العديد من الأحداث سنويا، بما في ذلك مسابقات ركوب الأمواج وعروض في الهواء الطلق ورقصات الهولا وسباقات قوارب الكانو.

## الجغرافيا

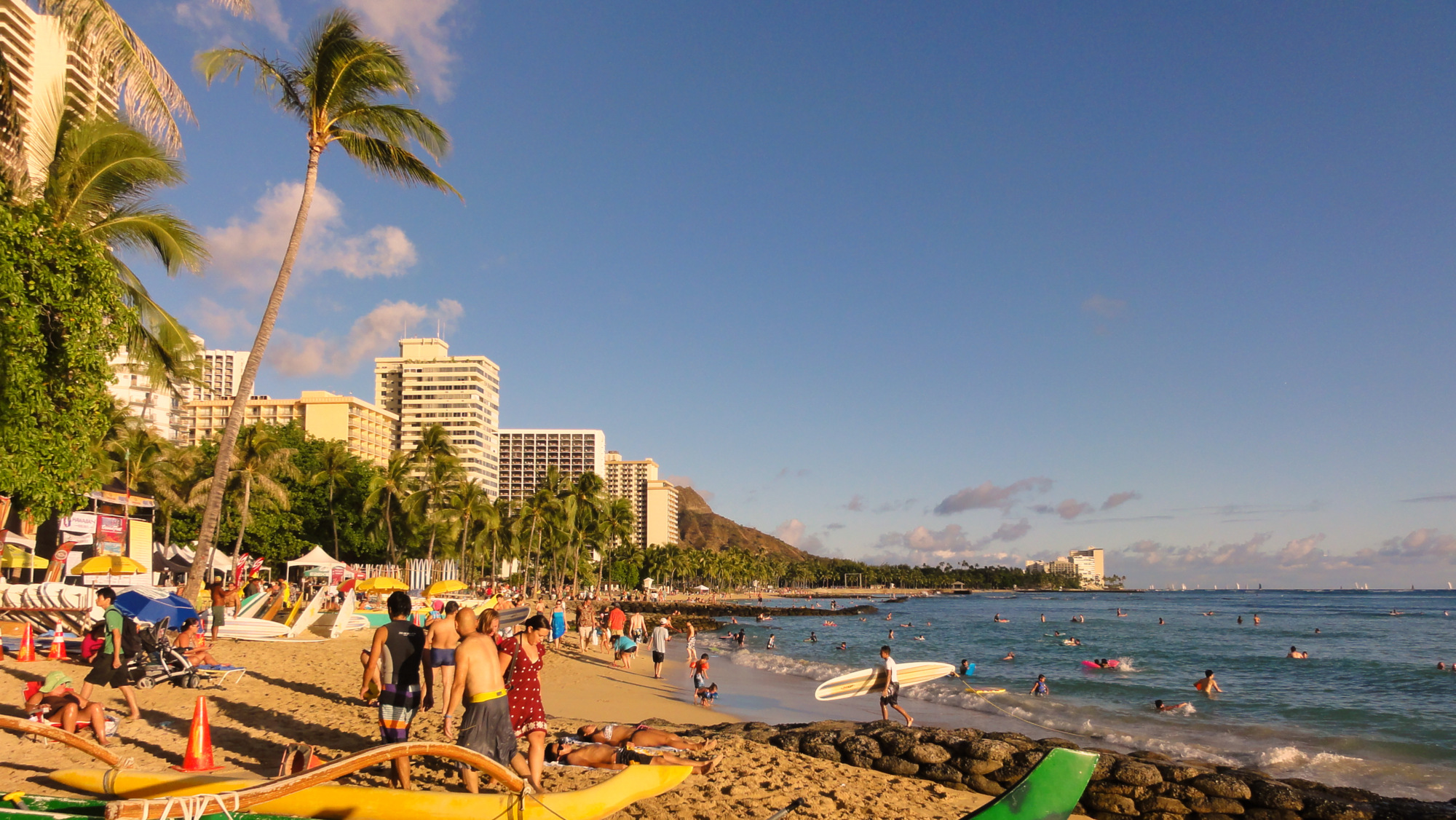
شاطئ وايكيكي باتجاه جبل دايموند هيد

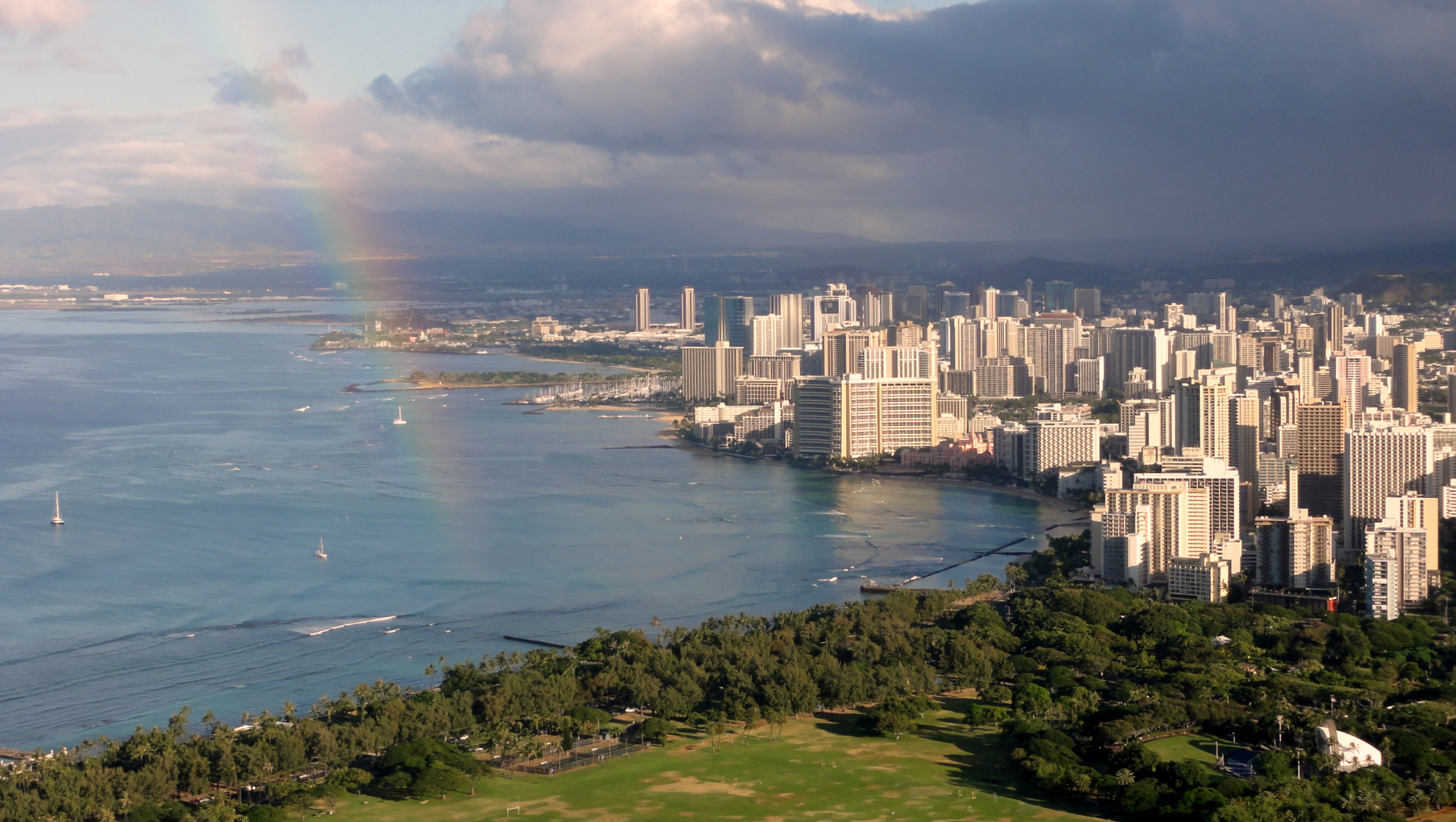
شاطئ وايكيكي من جبل دايموند هيد

يمتد الحي من قناة ألا واي (حفرت لتصريف الأرض الرطبة) من الغرب ومن الشمال إلى دايموند هيد (ليئاهي، أي الرأس الماسي) في الشرق. يشتهر شاطئ وايكيكي بمنظر الصخور التوفية المخروطية لجبل دايموند هيد، وبمناخه الذي غالبا ما يكون العادة دافئا وخاليا من الغيوم وبأمواجه المكسورة.
تكثر المباني العالية والفنادق المتجعية على شواطئ وايكيكي. الشاطئ قصير نسبيا، ونصفه مخصص لركوب الأمواج. مياه المحيط ضحلة لمسافة كبيرة، لكن أرضيته مليئة بالصخور. كما هو الحال مع معظم شواطئ المحيطات، يمكن أن تكون الأمواج عنيفة، خاصة في الأيام التي تعصف فيها الرياح. تشتهر وايكيكي بأمواجها الملتفة الطويلة، والتي تصلح لركوب الأمواج على الألواح الطويلة، والألواح الثنائية، كما تصلح للمبتدئين.

### الشوارع الرئيسية
الشارع الرئيسي في وايكيكي هو شارع كالاكاوا، المسمى على اسم الملك كالاكاوا، وهو يضم معظم الفنادق الراقية (رويال هاوايان، شيراتون، حياة، موانا سيرفرايدر)، ومعظم متاجر العلامات التجارية الفاخرة (متجر أبل وشانيل ولويس فيتون وبرادا وبربري وديور وتيفاني آند كومباني وفندي وكارتييه وغوتشي وكوتش) إضافة إلى متاجر لعلامات تجارية شهيرة لملابس ركوب الأمواج (كويكسيلفر وبيلابونع وفولكوم). الشارع الرئيسي الآخر في وايكيكي هو شارع كوهيو المسمى على اسم الأمير كوهيو، والذي يعرف بمطاعمه وكافيهاته وبقالاته، بالإضافة إلى النوادي الليلية والدعارة.

## تآكل الشاطئ

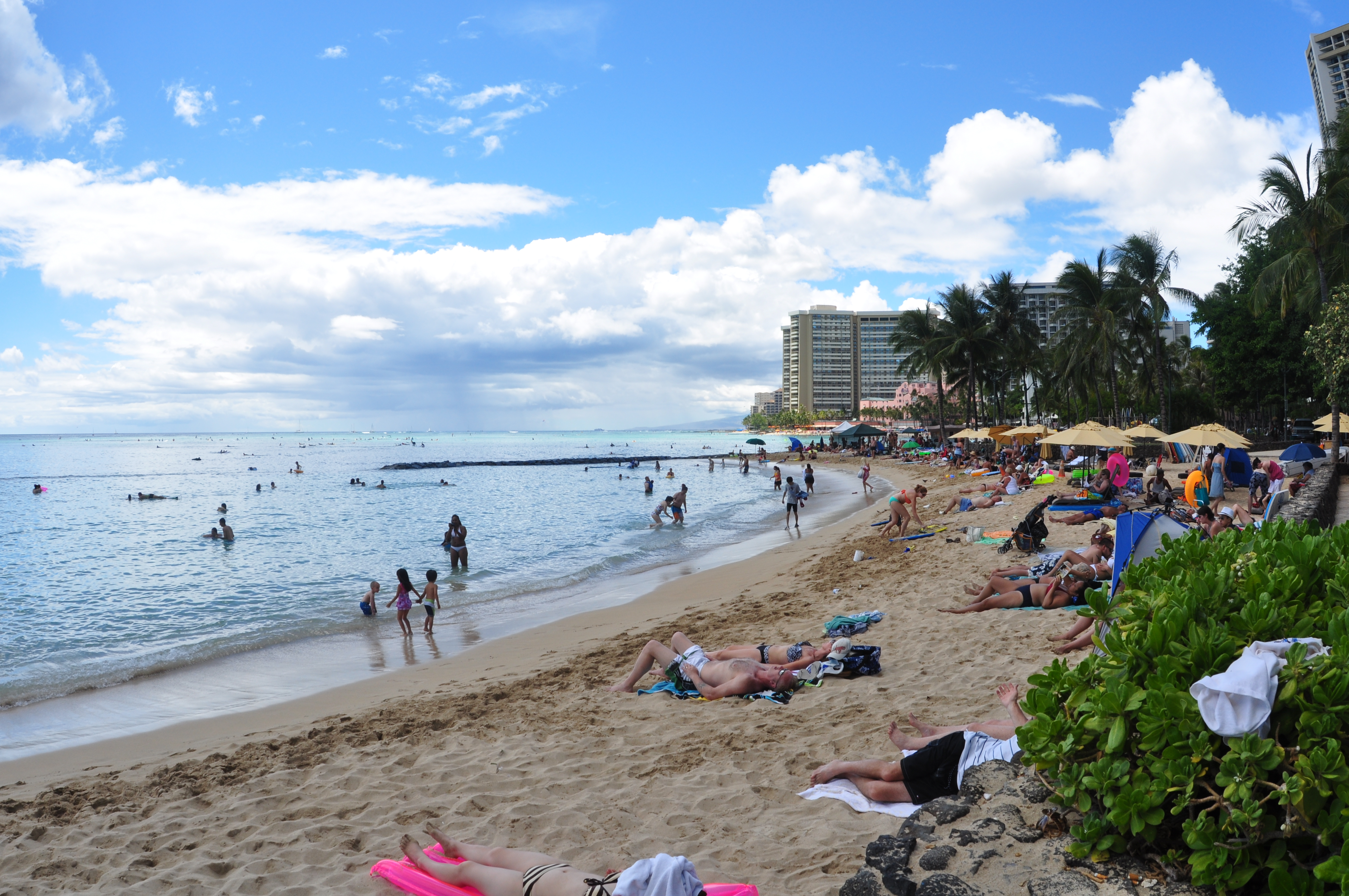
Waikīkī تآكل الشاطئ في عام 2011

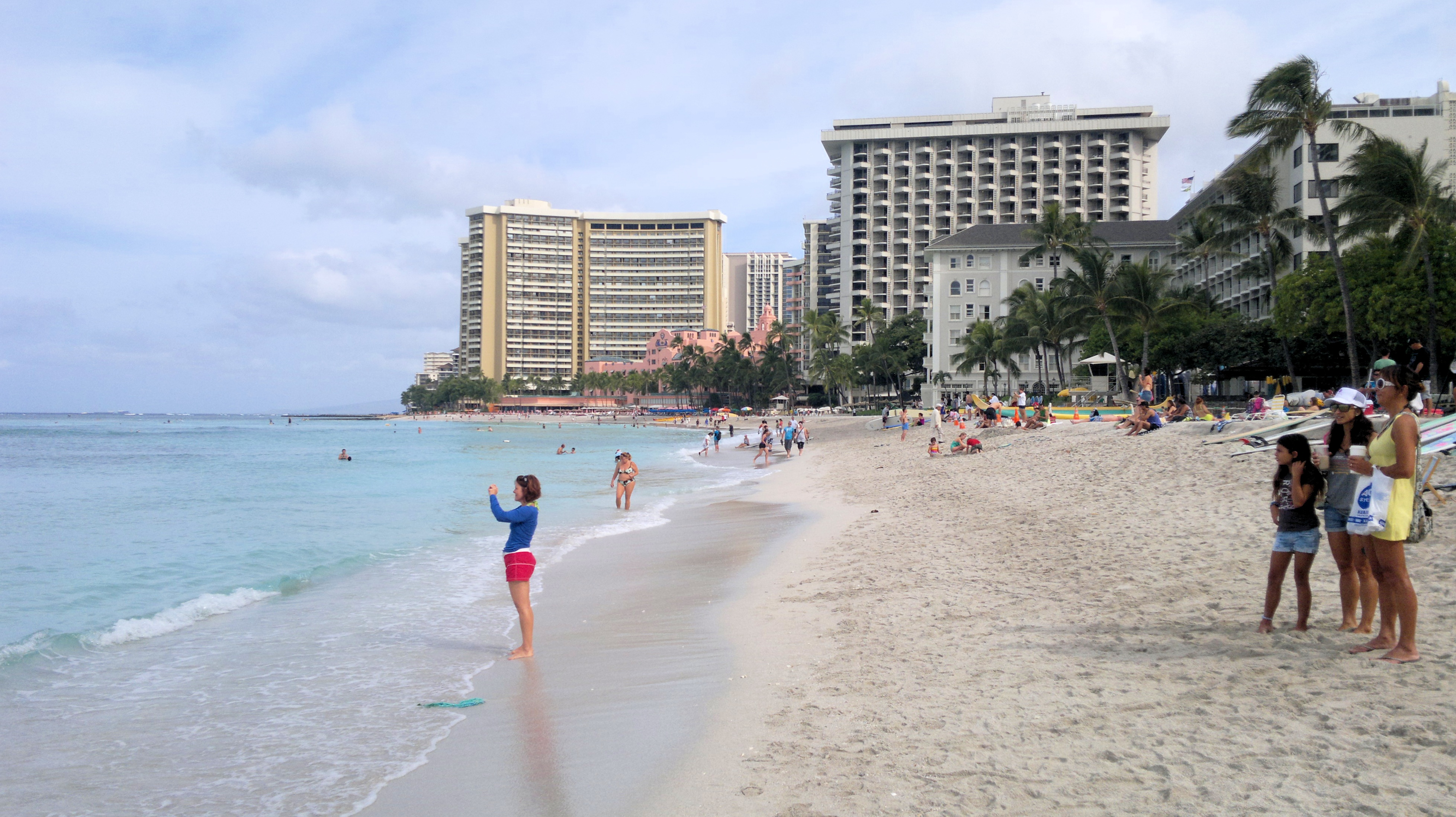
استعادة الشاطئ في حزيران / يونيه 2012

على مر السنين، واجه شاطئ وايكيكي مشاكل مع التآكل، مما أدى إلى إنشاء هياكل هيدروليكية ومشاريع إعادة الرمال للشاطئ. مثلا في العشرينيات والثلاثينيات من القرن العشرين، تم استقدام الرمال من مانهاتن بيتش، كاليفورنيا عبر السفن والبوارج إلى وايكيكي. توقف الاستيراد في السبعينيات. يبحث المسؤولين عن طرق للحفاظ على الرمال الموجودة والحد خسارتها بسبب المد والجزر. تم الانتهاء من ترميم جزئي في ربيع 2012، بحسب التراخيص. تم جلب الرمال من المياه الضحلة القريبة وتعريض الشاطئ من 520م إلى 531م بين هيكل فندق رويال هاوايان وجدار شاطئ كوهيو. مع انتهاء المشروع، تمت استعادة الشاطئ إلى وضعه في عام 1985.

## الاقتصاد
فرع الخطوط الجوية الصينية في هونولولو موجود في وايكيكي.
إن تي تي دوكومو أيضا لها تواجد تجاري لمساعدة السياح اليابانيين. مقر خطوط هاواي الجوية يقع في هونولولو.

## الحكومة والبنية التحتية
تقع وايكيكي تحت سلطة المنطقة السادسة لشرطة هونولولو. يقع مخفر الشرطة في وايكيكي في 2425 شارع كالاكاوا بجوار منتزه شاطئ كوهيو.
يقع مكتب بريد وايكيكي في 330 شارع ساراتوغا.

## التعليم
وزارة التعليم في ولاية هاواي مسؤولة عن المدارس الحكومية. تقع مدرسة توماس جيفرسون الابتدائية ضمن حدود وايكيكي، بينما تقع مدرسة وايكيكي الابتدائية خارج الحي على الطرف الجنوبي لحي كاباهولو.
يدير نظام مكتبات هاواي العامة الحكومي مكتبة وايكيكي العامة بعنوان 400 شارع كاباهولو.

## المدن الشقيقة
المدن التوأمة مع وايكيكي هي:
- فريشواتر، نيو ساوث ويلز، أستراليا
- بيكسبي، أوكلاهوما، الولايات المتحدة

## معرض صور

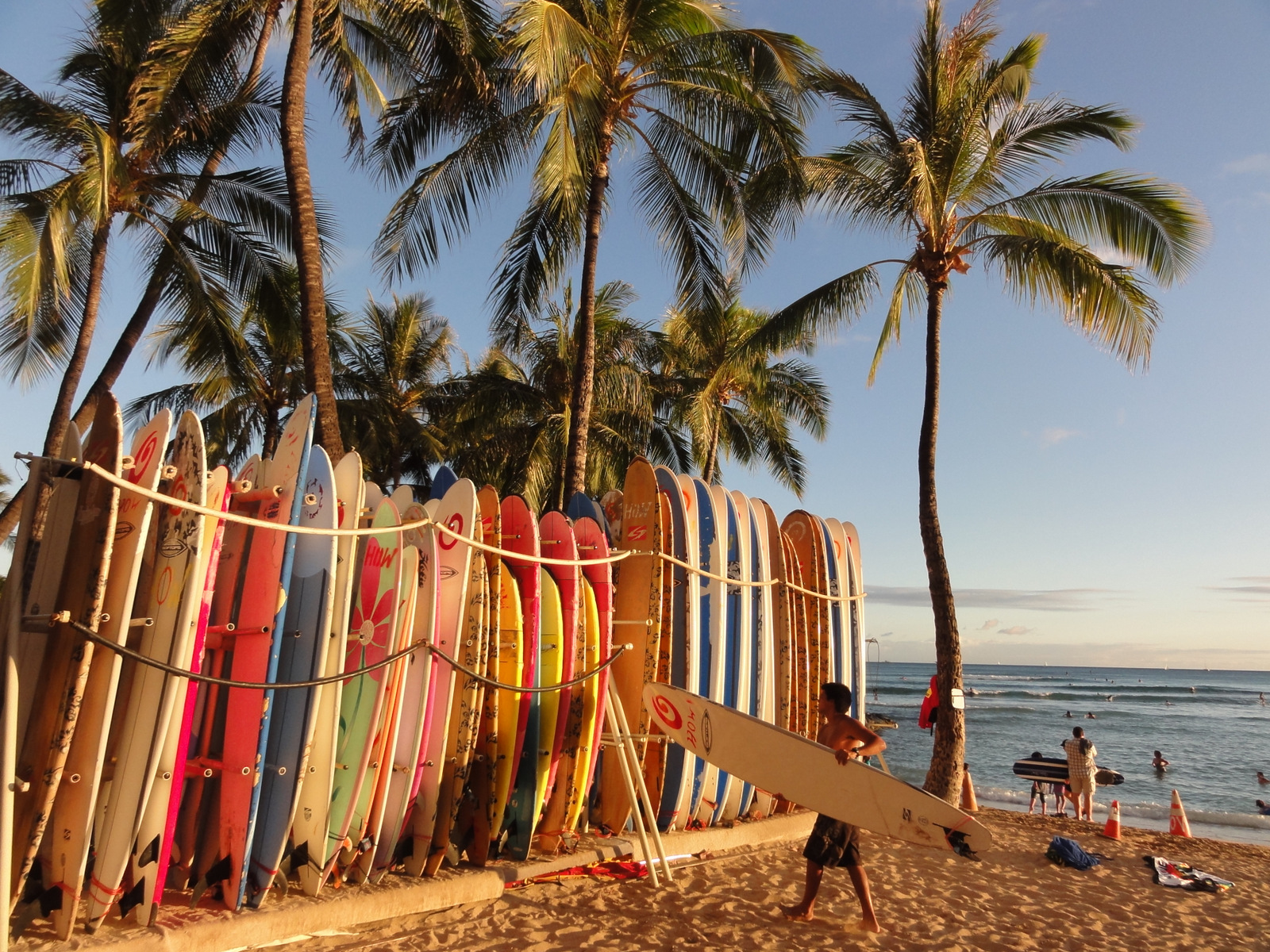
الواح التزلج على الماء في وايكيكي
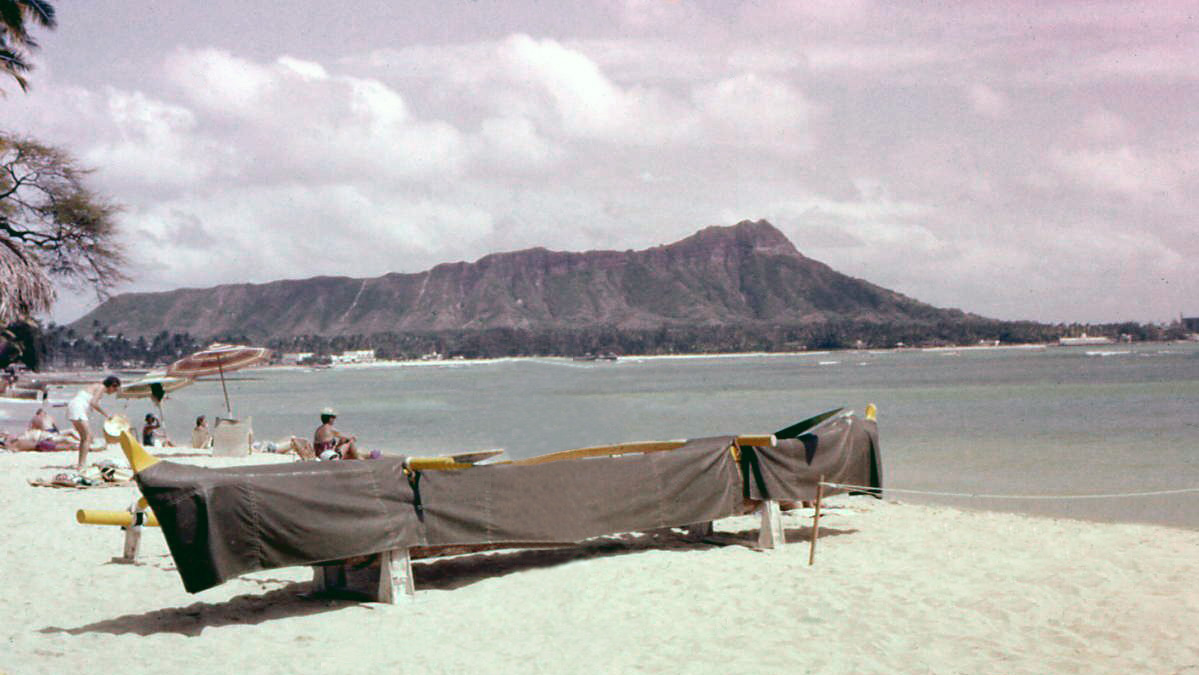
Waikīkī الشاطئ ودايموند هيد في الخلفية، 1958
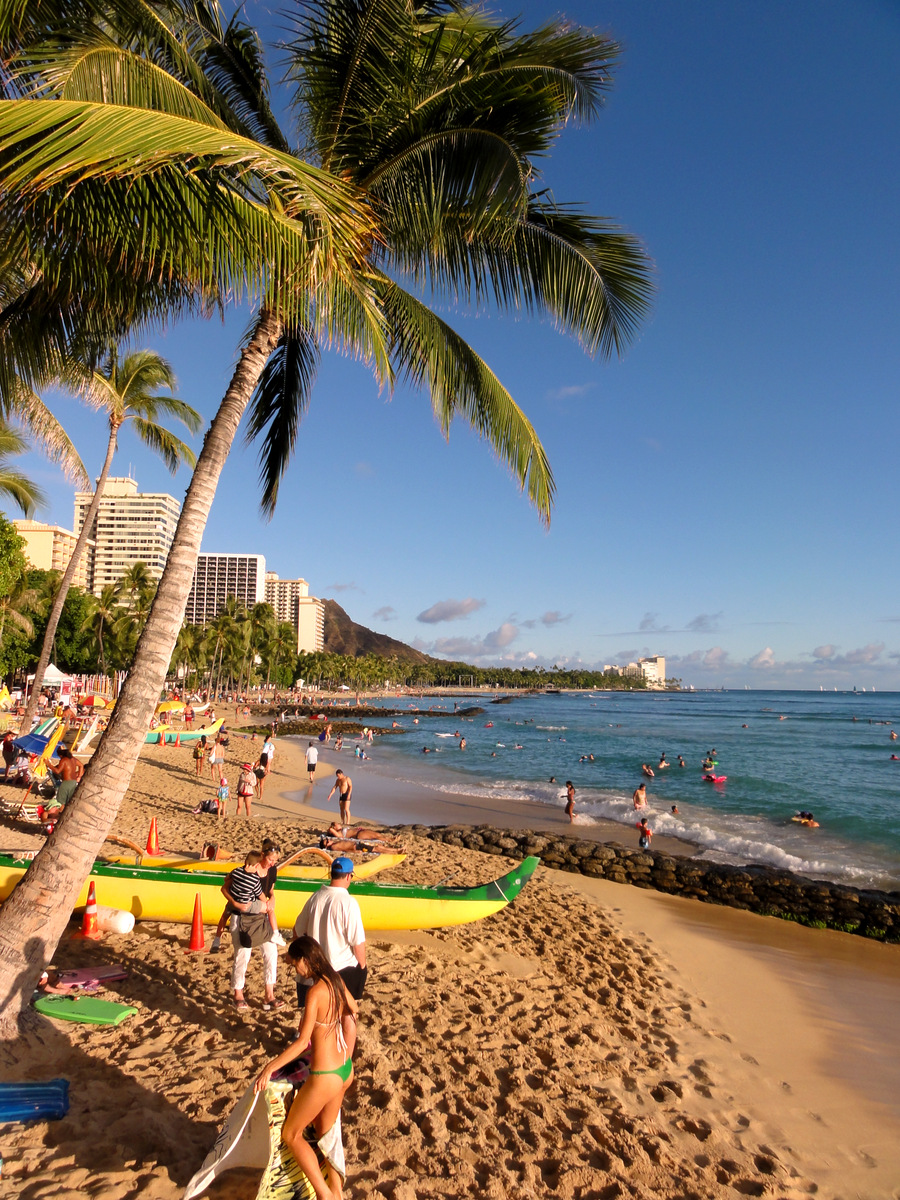
منظر لشاطئ وايكيكي

## وصلات خارجية
- وايكيكي على موقع EncyclopediaOfSurfing.com (الإنجليزية)

- Waikiki links على مشروع الدليل المفتوح
- Waikiki الدوق تمثال كاميرا ويب

إحداثيات: 21°16'31"N 157°49'52"W / 21.2752°N 157.8312°W
‌